# Anne Rud
Anne Jörgensdatter Rud, död 1533, var en dansk adelsdam och godsägare. Hon var dotter till den danska riksrådet Jørgen Rud och Kirstine Rosenkrantz och gifte sig 1493 med dansk-norska riksrådet Henrik Krummedige. Hon är känd för sitt försvar av Bohus fästning under makens frånvaro (1502).
Anne Rud fick år 1502 ansvaret för att försvara gränsbefästningen Bohus fästning under makens frånvaro. År 1501-1502 belägrades Bohus tre gånger under ett inbördeskrig mellan norske riddaren, och förre länsherren på Akershus Knut Alvsson (Tre Rosor), och Henrik Krummedige, länsherre på Bohus. Vid andra belägringen anlände den 21-årige prins Kristian, senare kung Kristian II, till Bohus försvar. Sedan Knut mördats i Oslos hamn 1502 av Krummediges män under förhandlingar och löfte om fri lejd, belägrades Bohus av Knuts nära allierade, Nils Ragnvaldsson. Kongahälla intogs, men Bohus klarade även dessa tre belägringar. Krummedige, som efter mordet på Knut var en av Norges mest föraktade män, förflyttades till ett danskt län av kung Hans.
Rud beskrivs som mycket medveten och uppdaterad om den samtida politiken. Hennes främsta intresse ska ha varit hennes omfattande godsverksamhet i Norge och Danmark, som hon främst tog hänsyn till då det gällde politik, och hon bedrev stora affärer med norra Tyskland i denna egenskap. Hon vistades främst i Skåne. 